# Погибелева, Валентина Александровна
Валентина Александровна Погибелева — советский хозяйственный, государственный и политический деятель, Герой Социалистического Труда.

## Биография
Родилась в 1937 году в Москве. Член КПСС с 1968 года.
С 1953 года — на хозяйственной, общественной и политической работе. В 1953—1992 гг. — прядильщица, наставница молодежи текстильного комбината «Трёхгорная мануфактура» имени Ф. Э. Дзержинского Министерства текстильной промышленности РСФСР.
Указом Президиума Верховного Совета СССР от 16 января 1974 года за выдающиеся успехи в выполнении заданий пятилетки и принятых социалистических обязательств на 1973 год, большой творческий вклад в увеличение производства товаров народного потребления и улучшение их качества присвоено звание Героя Социалистического Труда с вручением ордена Ленина и золотой медали «Серп и Молот».
Делегат XXV съезда КПСС.
Умерла в Москве в 1994 году.